# Médiateur des voyages
Le médiateur des voyages est un service, dit de médiation, mis en place par Hervé Novelli, secrétaire d'État chargé de l'artisanat, des PME, de la Consommation, des services et du Tourisme, après l'irruption du volcan islandais Eyjafjallajökull et les réclamations massives des consommateurs et usagers des voyagistes. 

## Création
À l'issue d'une réunion du 26 avril 2010, réunissant des représentants des tours opérateurs, des compagnies aériennes, des aéroports et agences de voyages et les administrations autour du ministre Hervé Novelli, des aides ont été annoncées au bénéfice des entreprises du secteur, dont :
- étalements de charges fiscales et sociales,
- indemnisations au titre du chômage partiel
- en ce qui concerne les entreprises, à sa demande, OSEO, les médiateurs du crédit et de la sous-traitance traiteront les demandes des entreprises en difficulté.

Les pertes consécutives à l'arrêt total des vols pendant plusieurs jours, ont été évaluées à 261 millions d’euros : 
- 190 millions pour les compagnies aériennes,
- 31 millions pour les voyagistes,
- et environ 40 millions pour les agences de voyages.

## Limite
- Les consommateurs ont jusqu'au 31 juillet 2010 pour déposer leur dossier[3].
- Pour que le dossier soit recevable, le voyageur doit au minimum avoir adressé une lettre si possible en recommandé au voyagiste ou à la compagnie aérienne puis avoir une réponse ou ne pas avoir obtenu de réponse dans un délai de trois semaines[4]..
- « Le médiateur fait du cas par cas sans avoir de connaissances professionnelles. Je ne suis pas fan du système car sa fonction l'oblige à rester neutre. Du coup, soit il n'est pas efficace soit cela tourne à l'usine à gaz », confie Alain Bazot, le Président de l'UFC-Que Choisir[5]

## Polémique
- Sur le site du "médiateur" il est indiqué que « l’ouverture d’une procédure judiciaire est incompatible avec la médiation. En clair, si vous avez déjà saisi un juge, vous ne pouvez plus saisir le médiateur. », insiste le site de Thierry Baudier. Alors que la médiation est possible a tout moment d'une procédure judiciaire et que les parties peuvent naturellement mettre un terme à une procédure judiciaire dès lors qu'elles ont trouvé un accord.

## Médiateur nommé
Le médiateur ministériel nommé, Thierry Baudier,, a considéré que sa mission consiste à « faciliter l’indemnisation et limiter l’impact de cette crise sur les opérateurs du tourisme ». Il a précisé qu'« On est obligé de prendre en compte la situation économique particulière de crise du secteur et de sortie de crise. »

## Contexte
La nomination du service de médiation tend à démontrer une écoute plus attentive des professionnels du secteur touristique que des consommateurs. Aussi la Commission européenne a rappelé que : 
« En vertu du droit européen, les droits des passagers européens s’appliquent même dans ces circonstances exceptionnelles. La seule chose qui ne s’applique pas est la compensation financière supplémentaire pour compenser le préjudice [dommages et intérêts]. »
et que « si les vols annulés ont été achetés dans le cadre d’un voyage à forfait, les consommateurs ont des droits étendus, comme celui d’obtenir le remboursement du forfait (le vol et l’hôtel par exemple) ainsi que l’assistance sur place s’ils sont bloqués ».
Des associations rappellent que les lois nationales sont claires et doute de la pertinence de la nomination d'un "médiateur" dans une situation où les textes sont sans équivoques. Dans son communiqué du 21 avril 2010, la Confédération syndicale des familles (CSF) rappelle que le droit au remboursement est consacré par le code du tourisme (articles L . 211-13 et L . 211-14 ). Le cas de force majeure ne dispense pas l’agence du remboursement.
En quelques semaines, le Centre européen des consommateurs France a répondu à plus de 380 sollicitations

## Accord consommateurs
Ceto, voyagistes, Snav, Fédération nationale de l'aviation marchande, quatre représentants des professionnels du tourisme et du transport ont signé un protocole l'UFC-Que Choisir. Ils se sont engagés à faciliter les démarches des voyageurs malheureux, soit en remboursant soit en facilitant l'accord de report des dates de voyage. Dans les faits, certaines enseignes se montrent plutôt réticentes.

## Résultats
Dans un entretien au Parisien le 22 mai 2010, Thierry Baudier indique que son service hébergé par l'Institut national de la consommation aurait reçu plus de 10 000 appels depuis le 4 mai dernier, jour de l'activation de la cellule de médiation. La moitié des réclamations concernent des gens restés coincés à l'étranger, l'autre des personnes qui ont dû faire une croix sur leur voyage.